# 1878 en Nouvelle-Écosse
Chronologie de la Nouvelle-Écosse
- 1874
- 1875
- 1876
- 1877
- 1878
- 1879
- 1880
- 1881
- 1882

Cette page concerne les événements survenus en 1878 dans la province canadienne de la Nouvelle-Écosse.

## Politique

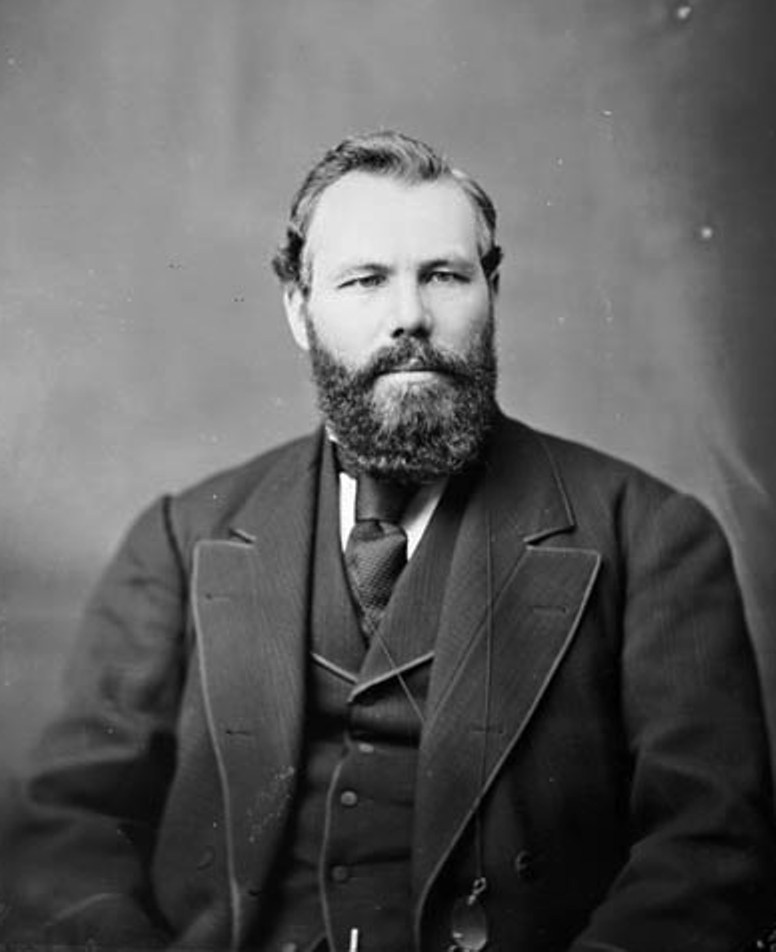
Simon Hugh Holmes.

- Premier ministre : Philip Carteret Hill (Parti libéral) puis Simon H. Holmes (Parti conservateur)
- Chef de l'Opposition : Simon H. Holmes (Parti conservateur) puis Vacant (Parti libéral)
- Lieutenant-gouverneur : Adams George Archibald
- Législature : 26e (en) puis 27e (en)

## Naissances
- 11 janvier : Percy Chapman Black (en), député fédéral de Cumberland (1940-1953).